# Ouroborus cataphractus
Ouroborus cataphractus là một loài thằn lằn trong họ Cordylidae. Đây là loài đặc hữu vùng hoang mạc dọc bờ tây Nam Phi. Năm 2011, nó được chuyển sang chi riêng dựa trên phân tích phát sinh loài phân tử. Trước đây, nó nằm trong chi Cordylus.

## Mô tả
O. cataphractus có mặt lưng màu nâu đậm hay nâu nhạt. Mặt bụng màu vàng với vệt đen, nhất là ở dưới cằm. Chiều dài thông thường là 7,5 đến 9 cm (3,0 đến 3,5 in) từ mõm tới huyệt. Chiều dài mõm-huyệt tối đa là 10,5 cm (4,1 in).

## Phân bố và môi trường sống

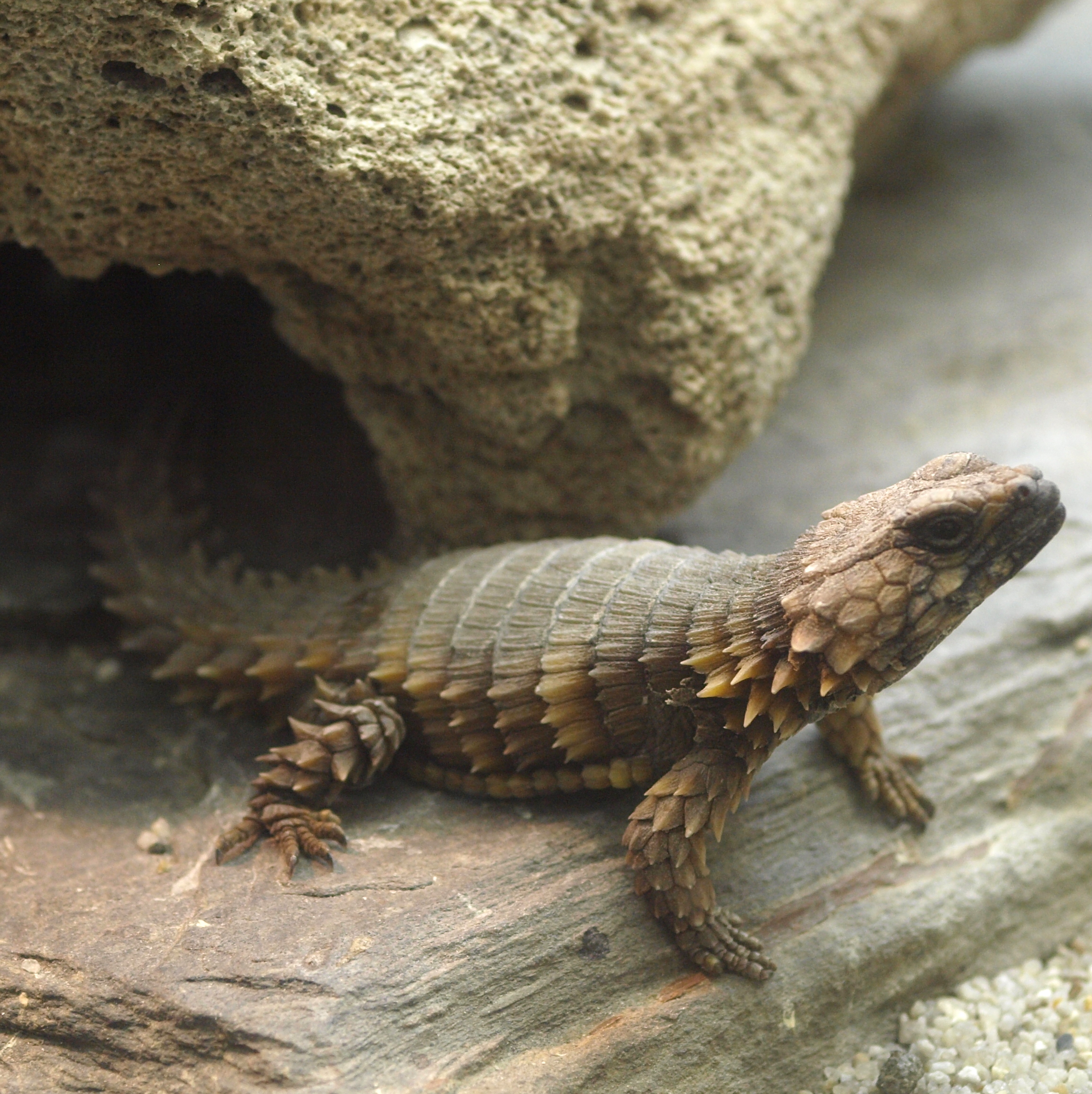

O. cataphractus là loài đặc hữu trong quần xã karoo cây mọng nước ở tỉnh Bắc và Tây Cape của Nam Phi, cư ngụ trong một vùng trải dài từ Richtersveld đến dãy Piketberg, cũng như mạn nam karoo Tankwa. Nó sống trên bãi đá và sườn núi, ưa thích nơi có nền cát kết.